# Marilia modesta
Marilia modesta är en nattsländeart som beskrevs av Banks 1913. Marilia modesta ingår i släktet Marilia och familjen böjrörsnattsländor. Inga underarter finns listade i Catalogue of Life.